# VF-66
Il Fighter Squadron 66 o VF-66, noto anche come "Firebirds", fu uno squadrone di caccia della Marina degli Stati Uniti istituito durante la Seconda Guerra Mondiale.

## Storia operativa
Il VF-66 venne fondato il 1º gennaio 1945 ed equipaggiato con il FR-1 Fireball. Lo squadrone era previsto per essere operativo nel Pacifico, ma non vide mai il combattimento e fu sciolto il 18 ottobre 1945.

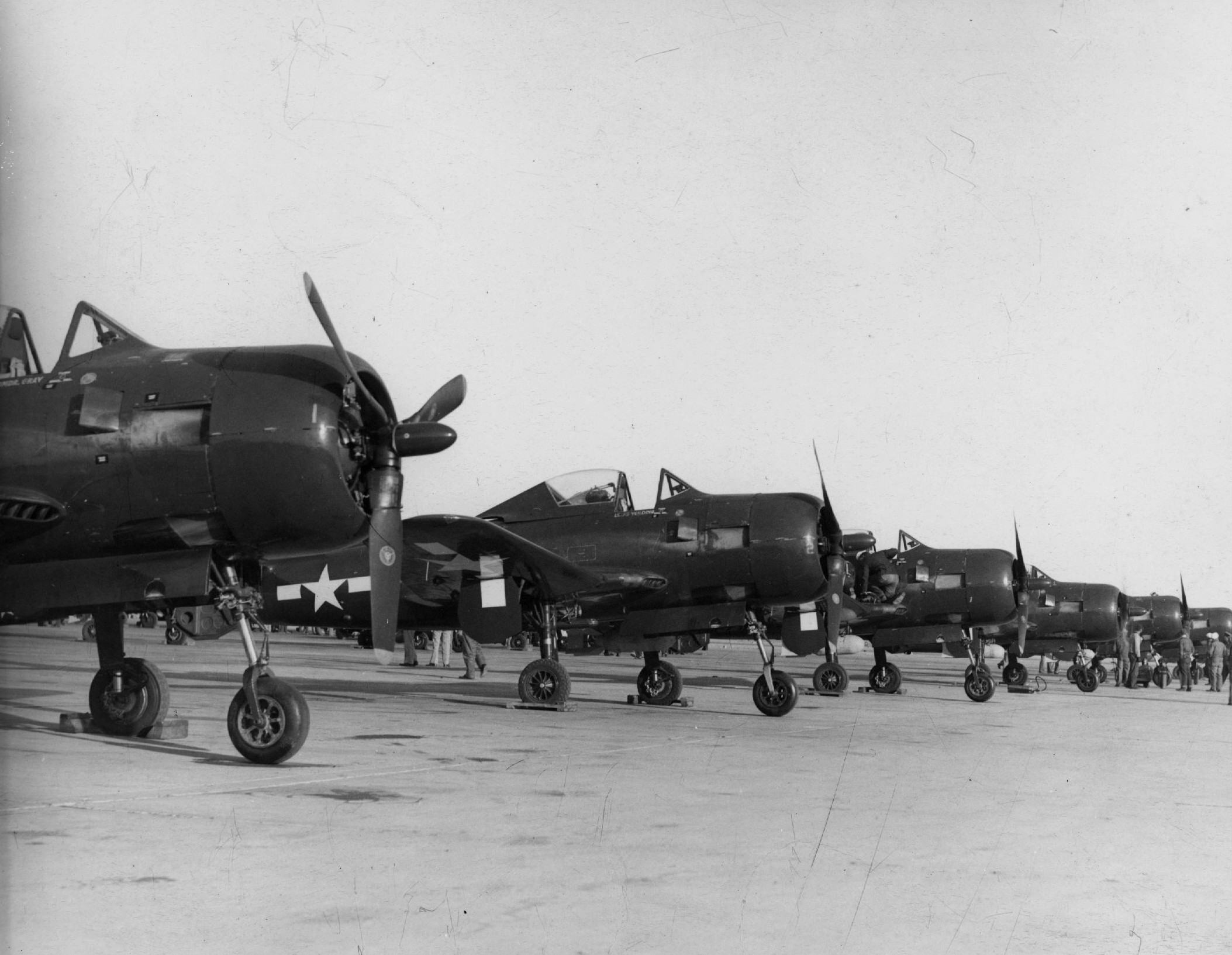
Un FR-1 del VF-66 al NAS North Island nel 1945